# 제2의 성
《제2의 성》(프랑스어: Le Deuxième Sexe)은 1949년에 출판된 프랑스 실존주의 철학자 시몬 드 보부아르의 책으로, 역사 속에서 여성을 다루었는가에 대한 고찰이며, 여성주의에서 가장 중요한 저서 중의 하나로 여겨진다. 저자는 역사속에서 여성은 정상적인 성을 갖는 남성에 대한 반대급부인 비주류의 성으로 정의된다. 보부아르는 자기 자신에 대한 글을 쓰려다가 이 글을 쓰게 되었다. 그는 자신이 여성이라는 것에 대해 썼지만, 여성이 무엇인가를 규정할 필요를 느꼈기 때문이었으며, 그것이 이 책이 되었다.
보부아르는 "내가 주장한 것은 양자의 차이(제1의 성과의)는 자연적인 것이 아니라 문화적 차원의 것이라는 점이다. 나는 이러한 차이가 어떻게 만들어지는가를 유년기부터 노년기에 걸쳐서 체계적으로 말할 생각이었다."라며 여성은 '태어나는 것'이 아니라 그렇게 '만들어진다'고 주장하였다. 참된 여자다움은 여성이 인간으로서의 자유를 획득할 때에 생기고, 전반적으로 자유로워지기 위해서는 사회주의 이외의 길이 없다고 주장하며, 이전의 여성 해방 이론에 비해 구체적인 '여성'를 이론적으로 추구하였다.
이 책의 출간년도인 1949년은 프랑스에서 여성참정권이 보장된지 5년이 채 지나지 않은 시기다. 프롤로그에서 보브아르는 "남녀 동등권에 대한 논쟁들은 쓰일만큼 쓰여서 이제는 사실상 끝이 났다. 따라서 거기에 대해 더 이상 이야기할 필요가 없을텐데도 이 문제는 여전히 화제에 오르내린다."라고 언급한다.

## 같이 보기
- 르 몽드가 선정한 세기의 도서 100권